# Calomicrella viridis
Calomicrella viridis es un coleóptero de la familia Chrysomelidae.
Fue descrita científicamente por primera vez en 2002 por Medvedev & Bezdek.